# Jan II de Bourbon
Jan II de Bourbon (1426–1488 w Château de Moulins) – najstarszy syn Karola I, księcia Burbonii, i Agnieszki Burgundzkiej (córki Jana bez Trwogi). Książę Burbonii i Owernii w latach 1456–1488. 
W 1483 Jan został konetablem Francji. Był żonaty trzykrotnie i miał dwóch synów, ale obaj oni zmarli we wczesnym dzieciństwie. Kiedy więc on zmarł bezdzietnie, jego tytuły odziedziczył jego młodszy brat - Karol II, kardynał i arcybiskup Lyonu.

## Żony i potomstwo
- jego pierwszą żoną była Joanna Francuska (1435–1482), córka króla Francji - Karola VII Walezjusza, i Marii Andegaweńskiej. Ich ślub miał miejsce w Château de Moulins, w 1447.
- jego drugą żoną została Katarzyna d'Armagnac, córka Jacka d'Armagnac, czwartego księcia de Nemours. Ich ślub miał miejsce w St. Cloud, w 1484. Katarzyna zmarła w 1487, podczas połogu, urodziła syna:
  - Jana (1487, w Moulins), otrzymał tytuł hrabiego Clermont.
- jego trzecią żoną była Joanna de Burbon-Vendôme, córka Jana VII, hrabiego de Vendôme. Ich ślub miał miejsce w 1487. Joanna urodziła Janowi jednego syna:
  - Ludwika (1488), otrzymał tytuł hrabiego Clermont.

Jan miał kilkoro dzieci nieślubnych, które jednak nie mogły odziedziczyć jego tytułów:
- z Marguerite de Brunant miał:
  - Mathieu, nazywanego Grand Bâtard de Bourbon (zm. 1505), barona Roche-en-Renier.
- z Jeanne Louis d'Albret Jan miał: 
  - Karola (zm. 1502), wicehrabiego Lavedan.
- z kilkoma innymi kobietami Jan miał:
  - Hektora (zm. 1502), arcybiskupa Tuluzy,
  - Piotra (zmarłego w dzieciństwie),
  - Marię (zm. 1482), od 1470 żonę Jacka de Sainte-Colombe,
  - Małgorzatę (1445–1483), uznaną w 1464, a od 1462 żonę Jana de Ferrieres.